# Ciro, o Jovem
Ciro, o Jovem (ca. 424 a.C. — 401 a.C.), filho de Dario II (Dārayavahuš) e Parisátide, filha de Artaxerxes I, foi um príncipe e general persa. A data do seu nascimento é desconhecida, mas sabe-se que morreu em 401 a.C. A história de Ciro e da retirada dos gregos é citada por Xenofonte na sua obra Anábase. Outro relato, provavelmente de Sofeneto de Estinfália, foi utilizado por Éforo. Mais informação está contida em excertos de Ctésias de Fócio; também nas biografias de Artaxerxes II e Lisandro de Plutarco. 
Ciro era o segundo dos quatro filhos de Dario e Parisátide, que eram Artaxerxes II, Ciro, Ostanes e Oxatres.

## Lisandro e Tissafernes
Segundo Xenofonte, Ciro, o Jovem nasceu após a ascensão ao trono do seu pai em 424 a.C. Em 408 a.C., após as vitórias de Alcibíades, Dario II decidiu continuar a guerra contra Atenas e apoiar fortemente os espartanos. Enviou Ciro o Jovem à Ásia Menor, como sátrapa da Lídia e Frígia e também da Capadócia, e comandante das tropas persas, "juntas no campo de Castolos", i.e. do distrito militar da Ásia Menor.
No general espartano Lisandro, Ciro encontrou um homem disposto a ajudá-lo; uma vez que o próprio Lisandro esperava tornar-se governante absoluto da Grécia, com a ajuda do príncipe persa. Ciro colocou então todos os seus meios à disposição de Lisandro na guerra do Peloponeso,[carece de fontes?] mas negou-os ao seu sucessor Calicrátidas.
Por essa altura Dario adoeceu e chamou o seu filho ao seu leito de morte; Ciro cedeu todos os seus tesouros a Lisandro e partiu para Susã. Após a ascensão de Artaxerxes II em 404 a.C., Tissafernes denunciou os planos de Ciro contra o seu irmão mas, por intercessão de Parisátide, foi perdoado e enviado de volta à sua satrapia.
Lisandro venceu a batalha de Egospótamo e Esparta tornou-se mais influente no mundo grego. Ciro conseguiu reunir um grande exército ao iniciar uma disputa com Tissafernes, sátrapa da Cária, sobre as cidades jónicas; pretendia também preparar uma expedição contra os pisídios, uma tribo dos Montes Tauro, que nunca se submetera ao império.

## A batalha de Cunaxa
Na primavera de 401 a.C., Ciro reuniu todas as suas forças no grupo hoje conhecido como os Dez Mil e avançou desde Sardes, sem anunciar o propósito da sua expedição. Através de uma gestão destra e grandes promessas ultrapassou os escrúpulos das tropas gregas contra a duração e perigo da guerra; uma frota espartana de 35 trirremes enviada à Cilícia abriu a passagem para a Síria e trouxe-lhe um destacamento espartano de 700 homens sob as ordens de Querisófo. O rei havia sido avisado por Tissafernes apenas no último momento e reuniu um exército apressadamente; Ciro avançou pela Babilónia antes de encontrar o inimigo. Em Outubro de 401 a.C., deu-se a batalha de Cunaxa. Ciro contava com 10 400 hoplitas gregos e 2 500 peltastas, e um exército asiático de aproximadamente 10 000 homens sob o comando de Arieu.
Ciro viu que o desfecho dependia do destino do rei; por isso queria que Clearco, comandante dos gregos, tomasse o centro contra Artaxerxes. Clearco, por pura arrogância, desobedeceu. Como resultado, a ala esquerda dos persas sob o comando de Tissafernes ficou livre para enfrentar as restantes forças de Ciro; Ciro no centro, atirou-se contra Artaxerxes, mas foi morto numa luta desesperada. Tissafernes fingiu ter matado ele próprio o rebelde, o que resultaria na vingança cruel de Parisátide sobre o assassino do seu filho favorito. As tropas persas, em lugar de atacarem frontalmente os gregos, atraíram-nos para o interior, para lá do Tigre, atacando-os depois. Era um plano inteligente e sólido, mas mesmo após os seus comandantes terem sido feitos prisioneiros, os gregos conseguiram forçar a sua passagem até ao Mar Negro. Este feito demonstra a potencial superioridade dos soldados gregos frente aos seus adversários persas. Pensa-se que terá sido esta a razão pela qual Filipe II da Macedónia formulou a sua estratégia para derrotar o Império Aquemênida utilizando um exército compacto e bem treinado: um feito mais tarde conseguido pelo seu filho, Alexandre o Grande.